# Lijst van rijksmonumenten in Zaandijk
De plaats Zaandijk telt 32 inschrijvingen in het rijksmonumentenregister. Hieronder een overzicht.
| Object                                                         | Oorspronkelijke functie?  | Bouwjaar                                     | Architect | Locatie       | Coördinaten?                  | Nr.?  | Afbeelding                                                   |
| -------------------------------------------------------------- | ------------------------- | -------------------------------------------- | --------- | ------------- | ----------------------------- | ----- | ------------------------------------------------------------ |
| Houten huis met voorschot in rococo-stijl                      | Woonhuis                  | derde kwart 18e eeuw                         |           | Boschstraat 1 | 52° 26' 59" NB, 4° 49' 22" OL | 40049 | Meer afbeeldingen                                            |
| Houten huis                                                    | Woonhuis                  | eerste kwart 18e eeuw                        |           | Boschstraat 2 | 52° 28' 22" NB, 4° 48' 44" OL | 40095 | Meer afbeeldingen                                            |
| Houten huis met wolfdak                                        | Woonhuis                  | 18e eeuw                                     |           | Lagedijk 7    | 52° 28' 16" NB, 4° 48' 39" OL | 40096 | Houten huis met wolfdak                                      |
| Houten huis met wolfdak                                        | Woonhuis                  | 18e eeuw                                     |           | Lagedijk 13   | 52° 28' 20" NB, 4° 48' 42" OL | 40097 | Meer afbeeldingen                                            |
| Huis met ingezwenkt voorschot                                  | Werk-woonhuis             | eerste kwart 19e eeuw                        |           | Lagedijk 25   | 52° 28' 25" NB, 4° 48' 47" OL | 40098 | Meer afbeeldingen                                            |
| Weefhuis (tot woonhuis verbouwd pakhuis van hout)              | Opslag                    | 1650                                         |           | Lagedijk 39   | 52° 28' 27" NB, 4° 48' 50" OL | 40099 | Meer afbeeldingen                                            |
| De Bleeke Dood                                                 | Industrie- en poldermolen | 1656                                         |           | Lagedijk 28A  | 52° 28' 17" NB, 4° 48' 41" OL | 40100 | Meer afbeeldingen                                            |
| Huis met verdieping en schilddak                               | Woonhuis                  | 19e eeuw                                     |           | Lagedijk 46   | 52° 28' 21" NB, 4° 48' 45" OL | 40101 | Meer afbeeldingen                                            |
| Houten huis                                                    | Woonhuis                  | eerste kwart 19e eeuw                        |           | Lagedijk 48   | 52° 28' 21" NB, 4° 48' 45" OL | 40102 | Meer afbeeldingen                                            |
| Houten huis                                                    | Woonhuis                  | eerste kwart 19e eeuw                        |           | Lagedijk 52   | 52° 28' 22" NB, 4° 48' 45" OL | 40103 | Meer afbeeldingen                                            |
| Houten huis met brede lijstgevel                               | Woonhuis                  | eerste kwart 19e eeuw                        |           | Lagedijk 56   | 52° 28' 22" NB, 4° 48' 46" OL | 40104 | Meer afbeeldingen                                            |
| Rechthoekig houten gebouwtje zonder verdieping en met plat dak | Handel en kantoor         | 19e eeuw                                     |           | Lagedijk 66   | 52° 28' 23" NB, 4° 48' 47" OL | 40105 | Meer afbeeldingen                                            |
| Woonend met zaankamer                                          | Woonhuis                  | uitgebreid in ca. 1800                       |           | Lagedijk 68   | 52° 28' 23" NB, 4° 48' 47" OL | 40106 | Meer afbeeldingen                                            |
| Zaans houten huis onder pannen zadeldak tussen puntgevels      | Werk-woonhuis             | 17e eeuw                                     |           | Lagedijk 70   | 52° 28' 23" NB, 4° 48' 47" OL | 40107 | Meer afbeeldingen                                            |
| Houten zaankamer met hoekvensters en lijstgevel met consoles   | Onderdeel woningen e.d.   | eerste kwart 19e eeuw                        |           | Lagedijk 76   | 52° 28' 24" NB, 4° 48' 47" OL | 40108 | Houten zaankamer met hoekvensters en lijstgevel met consoles |
| Smal houten huis met verdieping                                | Woonhuis                  | 19e eeuw                                     |           | Lagedijk 78   | 52° 28' 24" NB, 4° 48' 48" OL | 40109 | Meer afbeeldingen                                            |
| Bakstenen huis met verdieping en schilddak                     | Woonhuis                  | gebouwd in 1708, gewijzigd 1765 en 1830      |           | Lagedijk 80   | 52° 28' 24" NB, 4° 48' 48" OL | 40110 | Meer afbeeldingen                                            |
| Bakstenen huis                                                 | Woonhuis                  | 19e eeuw                                     |           | Lagedijk 90   | 52° 28' 25" NB, 4° 48' 51" OL | 40111 | Meer afbeeldingen                                            |
| Houten huis met bakstenen lijstgevel                           | Woonhuis                  | derde kwart 18e eeuw - eerste kwart 19e eeuw |           | Lagedijk 92   | 52° 28' 26" NB, 4° 48' 51" OL | 40112 | Meer afbeeldingen                                            |
| Huis met bakstenen lijstgevel en opzij houten topgevels        | Woonhuis                  |                                              |           | Lagedijk 96   | 52° 28' 26" NB, 4° 48' 51" OL | 40113 | Meer afbeeldingen                                            |
| Bakstenen huis met schilddak                                   | Woonhuis                  | laatste kwart 18e eeuw                       |           | Lagedijk 102  | 52° 28' 27" NB, 4° 48' 52" OL | 40114 | Meer afbeeldingen                                            |
| Bakstenen huis met wolfdak                                     | Woonhuis                  | 1752                                         |           | Lagedijk 104  | 52° 28' 27" NB, 4° 48' 52" OL | 40115 | Meer afbeeldingen                                            |
| Bakstenen huis met schilddak                                   | Woonhuis                  |                                              |           | Lagedijk 106  | 52° 28' 28" NB, 4° 48' 52" OL | 40116 | Meer afbeeldingen                                            |
| Gedeeltelijk houten huis in L-vorm                             | Woonhuis                  | 1749                                         |           | Lagedijk 110  | 52° 28' 28" NB, 4° 48' 53" OL | 40117 | Meer afbeeldingen                                            |
| Gedeeltelijk houten huis in L-vorm                             | Woonhuis                  |                                              |           | Lagedijk 114  | 52° 28' 29" NB, 4° 48' 53" OL | 40118 | Meer afbeeldingen                                            |
| Gedeeltelijk bakstenen huis                                    | Woonhuis                  | eerste kwart 19e eeuw                        |           | Lagedijk 122  | 52° 28' 30" NB, 4° 48' 52" OL | 40119 | Meer afbeeldingen                                            |
| Houten huis met verdieping en schilddak                        | Woonhuis                  | 19e eeuw                                     |           | Lagedijk 128  | 52° 28' 31" NB, 4° 48' 51" OL | 40120 | Meer afbeeldingen                                            |
| Grotendeels houten huis met schilddak                          | Woonhuis                  | eerste helft 19e eeuw                        |           | Lagedijk 146  | 52° 28' 32" NB, 4° 48' 48" OL | 40121 | Meer afbeeldingen                                            |
| Grotendeels houten huis                                        | Woonhuis                  |                                              |           | Lagedijk 156  | 52° 28' 48" NB, 4° 47' 31" OL | 40122 | Meer afbeeldingen                                            |
| Huis met in- en uitgezwenkt houten voorschot                   | Woonhuis                  | eerste kwart 19e eeuw                        |           | Lagedijk 194  | 52° 28' 35" NB, 4° 48' 40" OL | 40123 | Meer afbeeldingen                                            |
| Houten huis                                                    | Woonhuis                  | eerste kwart 19e eeuw                        |           | Verlanenpad 2 | 52° 28' 24" NB, 4° 48' 46" OL | 40126 | Meer afbeeldingen                                            |